# 7188 Yoshii
7188 Yoshii eller 1992 SF1 är en asteroid i huvudbältet som upptäcktes den 23 september 1992 av de båda japanska astronomerna Kazuro Watanabe och Kin Endate vid Kitami-observatoriet. Den är uppkallad efter amatörastronomen Koichi Yoshii.
Asteroiden har en diameter på ungefär 4 kilometer.